# Anea Penceva
Anea Penceva (în bulgară Аня Ангелова Пенчева; n. 12 septembrie 1957, Smolean, Smolean, Bulgaria) este o actriță bulgară de teatru și film.
Este considerată un sex simbol în Bulgaria.
A fost căsătorită de două ori. Primul soț al său a fost jurnalistul sportiv Sașo Dikov, cu care are o fiică pe nume Petea, devenită și ea jurnalistă. A doua oară s-a căsătorit cu Ivailo Karaniotov, un om de afaceri bulgar, cu care are un fiu pe nume Anghel, motocilist de performanță, cvintuplu campion al Europei.

## Filmografie
Notă: Titluri originale
- 1969 Цар Иван Шишман
- 1972 Наковалня или чук (în rusă Наковальня или молот, transliterat: Nakovalnia ili molot; în germană Amboss oder Hammer sein) (Bulgaria, URSS, RDG)
- 1973 Последната дума
- 1977 Слънчев удар
- 1978 Бъди благословена
- 1979 Тайфуни с нежни имена
- 1979 От нищо нещо
- 1980 Почти любовна история
- 1980 Юмруци в пръстта
- 1980 Нощните бдения на поп Вечерко
- 1981 681 – Величието на хана (Хан Аспарух)
- 1981 Леталото
- 1981 Адаптация
- 1982 Есенно слънце
- 1982 Avertismentul (Предупреждението / Predprejdenieto), regia Juan Antonio Bardem (Bulgaria, URSS, RDG)
- 1983 Черно и бяло
- 1984 Златният век
- 1985 În căutarea căpitanului Grant (По следите на капитан Грант / în rusă: В поисках капитана Гранта) (URSS, Bulgaria)
- 1985 Денят не си личи по заранта
- 1985 Пътят на музикантите
- 1986 Страстна неделя
- 1987 Небе за всички
- 1988 Vremea cruzimii (Време на насилие), regia Ludmil Staikov
- 1988 Голямата игра (în rusă Большая игра, transliterat: Bolșaia igra)“ (URSS, Bulgaria)
- 1988 Понеделник сутрин
- 1989 Брачни шеги
- 1991 Deathstalker IV: Match of Titans
- 1993 Кръговрат
- 1993 Жребият
- 1998 Испанска муха
- 2002 Акули 3 – Мегалодон (în engleză Shark Attack 3 – Megalodon)“ (SUA, Israel)
- 2004 Хотел България
- 2006 Време за жени